# Moriah Jefferson
Moriah Jefferson (* 8. März 1994 in Dallas, Texas) ist eine US-amerikanische Basketballspielerin der nordamerikanischen Profiliga Women’s National Basketball Association (WNBA).

## Karriere
Vor ihrer professionellen Karriere in der WNBA spielte Jefferson von 2012 bis 2016 College-Basketball für das Team der University of Connecticut, mit dem sie viermal die NCAA Division I Basketball Championship gewann.
Beim WNBA Draft 2016 wurde Jefferson an 2. Stelle von den San Antonio Stars ausgewählt, für die (bzw. deren Nachfolgeverein Las Vegas Aces) sie von 2016 bis 2018 spielte. Von 2019 bis 2022 stand sie im Kader der Dallas Wings. Zu Beginn der Saison 2022 wechselte sie zu den Minnesota Lynx.
Während der WNBA-Off-Season spielte Jefferson von 2016 bis 2019 für den türkischen Verein Galatasaray Istanbul.